# Фофорс
Тиберій Юлій Фофорс або Теофорс (*Τιβέριος Ἰούλιος Θοθωρσης, д/н — 308/309) — цар Боспору в 285/286—308/309 роках.

## Життєпис
Походив з династії Тиберіїв Юліїв. Син боспорського царя Тейрана I. Стосовно дати народження нічого невідомо. Після загибелі батька у 278 або 279 році втік до одного з азійських міст Боспорського царства. Лише у 285 або 286 році разом зі стрийком Савроматом IV (за іншою гіпотезою — самостійно) повалив царя Хедосбія й зацарював над Боспором. Можливо мав номінального співволодаря — Савромата IV.
Основну увагу приділяв захисту кордонів від аланів та германців, проводячи дипломатичну роботу, сподіваючись на підтримку Риму. Фофорсу вдалося зміцнити своє становище після успіхів римського імператора Діоклетіана протягом 290—295 років на дунайському кордоні та в Малій Азії.
Користуючись відновленням потуги Римської імперії, цар Боспору зумів укласти вигідний мирний договір, яким фактично відновлював самостійність держави як від Риму, так й від готів й герулів. Разом з тим постійні зовнішні конфлікти не сприяли економічному відродженню царства, незважаючи на усі зусилля Фофорса. 
Ймовірно, при ньому вперше отримали значний вплив представники аланської знаті, що відображало підвищення їх реальної ролі в житті Боспора. Це відобразилося на відновленні давніх претензії Боспора на гегемонію у всій Тавриці і регіону Понт, що сходить до перших представників династії та Мітрідата VI Евпатора. Так, є згадка у праці візантійського імператора Костянтина VII (на основі херсонеських хронік) про війну між Фофорсом з Римом. З огляду на епіграфіку та археологічні відомості близько з 290 року став проводити антиримську політику (напевне під впливом успіхів готів, аланів, герулів).
У 291 році Фофорс разом з варварами атакував область колхів (Лазіку), що перебував під владою Римської імперії. У 292 році разом з аланами вдерся до провінції Полемонів Понт. Втім в цей час боспорські землі в Криму атакували війська Херсонесу (залежного від Риму). На бік останнього перейшли політархи Фанагорії. У 293 році цар Боспору повернувся до Пантікапею, але зрештою зазнав поразки й вимушений був замиритися з Херсонесом. Після цього Фофорс став знову карбувати зображення Діоклетіана на своїх монетах, а римський сенат визнав Фофорса володарем Боспору.
З огляду на погіршення фінансів Фофорс наказав додавати свинцю до бронзових монет, що значно знизило їхню вартість. Відомі монети з написом BACIΛEΩC ΘОΘΩPCOY на аверсі, й зображенням імператора Діоклетіана на реверсі. У 303 році зробив старшого сина Оліота своїм співволодарем. Помер у 308 або 309 році.

## «Герб»
Виявлено два їх різновиди. У першому варіанті верхня частина має вигляд вертикальної лінії, що завершується гачкоподібно та спрямована праворуч, а посередині зображено коло. Нижня частина має горизонтальну змієподібну лінію. Інший варіант — вертикальна лінія з гачкоподібним завершенням, спрямованим у лівий бік, нижня частина змінюється на тризуб, спрямований донизу.

## Родина
- Оліот, цар Боспору
- Радамсад, цар Боспору
- донька?